# Královský palác v Amsterdamu
Královský palác (Koninklijk Paleis) se nachází v centru Amsterdamu na okraji náměstí Dam. Objekt je považován za nejvýznamnější historickou a kulturní památku zlatého věku Holandska a je jeden ze tří oficiálních paláců holandské královské rodiny. Další dva jsou palác Noordeinde a Huis ten Bosch, oba v Haagu. Ještě je nutno podotknout, že celý Amsterdam leží na vodě a četných ostrůvcích – tento palác proto stojí na 13 659 dřevěných pilotech. Nízká hladina vody byla v kanálech udržována díky přehradám. Ve 13. století byla přehrada postavena v ústí řeky Amstel, tak vzniklo jméno Amsterdam (Dam – přehrada). Jedna přehrada byla také postavena na náměstí Dam.

## Historie
Královský palác byl původně postaven jako radnice. Stavba nové radnice započala dne 20. ledna 1648 na náměstí Dam. Krátce poté, dne 15. května 1648, byl podepsán Vestfálský mír, kterým skončila Třicetiletá válka (pro Nizozemce skončila Osmdesátiletá válka – do války počítají ještě předchozí boje za nezávislost na Španělsku). A protože se uvolnila značná část kapitálu, peníze mohly být směrovány do budovy příliš malé nově dokončené radnice. Vláda proto povolala architekta Jacoba van Campena, který měl za úkol postavit novou radnici v klasicistním stylu. Stará radnice byla zničena a postavena větší a prestižnější radnice. I když zdaleka nedostavěná, radnice otevřela své dveře v roce 1655. Potěšení občané Amsterdamu hrdě prohlašovali radnici za osmý div světa.
Poté, co v roce 1795 obsadila republikánská Francie Republiku sedmi spojených provincií Nizozemských, odešel místodržitel Vilém V. Oranžský se synem Vilémem do exilu v Anglii. Francouzi na obsazeném území vyhlásili Batávskou republiku, což byla jedna z francouzských sesterských republik. V roce 1806 sem Napoleon Bonaparte dosadil jako krále svého bratra Ludvíka Napoleona. V roce 1808 se Ludvík rozhodl, že v radnici bude jeho sídlo. Tak začaly velké přestavby na královský palác ve francouzském empírovém slohu. Král Ludvík také založil Královské muzeum, které bylo základem pro dnešní známé Rijksmuseum.
Po skončení Napoleonských válek a Vídeňském kongresu (1814–1815) se stalo území součástí nově vytvořeného Spojeného království Nizozemského. Vilém I. Nizozemský se vrátil do Nizozemí a přijal roli panovníka. Královský palác zůstal ve francouzském stylu, jen s drobnými úpravami nového panovníka. Od této doby se korunovace nových králů odehrává v kostele Nieuwe Kerk nedaleko Královského paláce. Královský palác ovšem není hlavním sídlem králů a královen – je jím palác ve městě den Haag.